# Rainer Schmidt (Trompeter)
Rainer Schmidt (* 26. September 1947 in Hamburg; † 2008) war ein deutscher Physiker und Jazzmusiker (Trompete, Kornett).

## Wirken
Schmidt begann 16-jährig Trompete zu spielen, weitgehend als Autodidakt. Zwischen 1966 und 1969 gehörte er als Kornettist zu den Speakeasy Blue Blowers. 1971 gründete er die von ihm geleiteten Band Blues Serenaders, die seit 1974 als Hot Shots aktiv war. Ende der 1970er Jahre hatte sich eine Stammbesetzung der Hot Shots gefunden, die über 20 Jahre ohne Änderung zusammen blieb, Club-Auftritte und weltweite Tourneen absolvierte und mehrere LPs und CDs einspielte. Nach dem Physikstudium (Promotion als Dr. rer. nat.) habilitierte er 1987 an der Radiologischen Universitätsklinik und Strahleninstitut in Hamburg. Seit 2002 lehrte er als Professor in Hamburg das Fach Medizinische Physik.

## Diskographie
- Hot Jazz Happy Bird B/90124
- In Dat Morning Happy Bird B/90067
- Livin' High Happy Bird B/90123
- Live at the Cotton Club – Hamburg Elite/Summer SL 8402
- Someday Sweetheart Magic Music 10001
- Live in den Niederlanden Palm Records 28003
- The Terror Palm Records 28004 / CD HS 2593
- You Made Me Love You Pilz CD 160105